# Jules C. Silber
Pour les articles homonymes, voir Silber.
Jules Crawford Silber est un espion allemand opérant à la censure postale au Royaume-Uni, au cours de la Première Guerre mondiale. Il ne fut jamais arrêté.

## Biographie
En se basant sur le récit autobiographique de Silber paru en 1932 en Allemagne, Ronald Seth écrivit, sous le titre de The Spy Who Wasn't Caught (l'espion qui n'a pas été attrapé), un ouvrage stupéfiant relatant les exploits de ce fabuleux maître de l'espionnage oublié du fait qu'il fut probablement le plus intelligent de tous. Les informations de cet article proviennent de la version française de ce livre paru en 1968 sous le titre de Le Plus Anglais des espions allemands.
« Le chef des services secrets du ministère de l'information, le Major-général Lord Edward Gleichen, dut reconnaître que, bien que le dossier personnel de Silber eût été détruit antérieurement, il y avait bien eu, en effet, dans les effectifs de la Censure et aux dates précitées, un certain Silber qui avait atteint le grade d'assistant censeur ; la plupart de ses collègues survivant s'en souvenaient d'ailleurs avec sympathie et beaucoup d'admiration pour la façon dont il avait rempli son rôle. » (Ronald Seth, Le Plus Anglais des espions allemands, p. 11)
En 1968, on ne savait toujours rien des parents de Silber, tout comme sa date et lieu de naissance. Il a probablement vu le jour aux environs de 1870, car à la conscription de 1915 au Royaume-Uni, il déclara « avoir largement dépassé la trentaine ». Adolescent, il quitta l'Allemagne pour l'Afrique du Sud. Il y apprit l'anglais, l'afrikaans, et même le zoulou.
Au cours de la seconde guerre des Boers, les Britanniques utilisèrent ses services comme interprète et agent de la censure. 1 500 prisonniers de guerre furent envoyés à Ceylan et en Inde, Silber les accompagna en tant qu'agent de la censure pendant 18 mois. Il fut affecté dans la ville-garnison d'Abbottabad, non loin de la frontière afghane. À la suite de l'accord de paix de Vereeniging, le rapatriement des prisonniers, maintenant libres, débuta et Silber retourna vivre 2 ans en Afrique du Sud.
Émigré aux États-Unis, Silber y vécut quelques années où, avec ses qualifications, il n'eut probablement pas de peine à se trouver un emploi. En 1914, la guerre déclarée entre le Royaume-Uni et l'empire Allemand réveilla son patriotisme. Songeant à la meilleure façon d'aider son pays natal, il décida de rejoindre le Royaume-Uni, où il offrirait ses services au bureau de la censure postal. À cet endroit, il pourrait sans doute obtenir des renseignements des plus utiles à l'effort de guerre allemand. À New York, il reçut une adresse de boîte aux lettres des mains de l'ambassadeur allemand.
Ne détenant pas de passeport pour se rendre à Londres, il dut passer par le Canada, où la sécurité était moins imposante, car la population était considérée citoyen britannique. Munis de document britanniques officiels relatifs à son service en Afrique du Sud et en Inde, dont aucun ne mentionnait sa nationalité allemande, mais portant son vrai nom, il passa quelque temps à Montréal dans le but de se faire passer pour un Canadien français aux yeux des Britanniques.
Embarqué le 19 septembre 1914, il arriva 10 jours plus tard sans passeport et dut subir un interrogatoire serré au port de Manchester. Autorisé à fouler le sol britannique, il rejoignit Londres le soir même.
Il avait, en quelque sorte, déjà réalisée un exploit, car il était un Allemand ayant réussi à se rendre par ses propres moyens au cœur du royaume britannique en guerre. Mais le plus difficile était de gagner la confiance des autorités, cela dans le but d'obtenir des renseignements utiles aux stratèges allemands.
Déjouant les enquêtes du MI5, il obtint un poste au bureau de la censure, après une entrevue avec un vieux colonel ayant déjà servi au Pendjab. Ils se découvrirent plusieurs relations communes et Silber commença alors son travail de censeur le 12 octobre 1914.
À l'aide d'enveloppes à fenêtre prépostées, donc estampées, il fit parvenir à l'Allemagne des microfilm ou des lettres regorgeant d'information de plus en plus importante, car il était régulièrement promu. Il culmina dans la hiérarchie en devenant chef censeur, ce qui lui permettait d'analyser tous les documents suspects.
Une fois la guerre terminée, Silber dut attendre jusqu'en 1925 pour que les restrictions concernant les voyages continentaux s'amenuisent pour pouvoir retourner en Allemagne.
Il a fini ses jours en Allemagne après avoir écrit un récit autobiographique en 1932.

## Sources
- Jules C. Silber, The Invisible Weapons, Hutchinson, 1932, Londres, D639S8S5.
- Jules C. Silber, Die Anderen Waffen : Mit Zwei Faksimilies, Korn, Breslau, Germany, 1932. D639S8S48
- Jules C. Silber, Les Armes invisibles. souvenirs d'un espion allemand au war office de 1914 à 1919, Payot, Paris, 1933, In-8 broché de 219 pages non coupées + documents. Préface du brigadier Général R. F. Edwards. Collection de mémoires, études et documents pour servir à l'histoire de la guerre mondiale.
- Colonel Walther Nicolai, Der Deutsches Nachrichtendienst
- Lieutenant Général Paul von Lettow-Vorbeck, Die Weltkriegespionage